# Ludowy Komisariat Amunicji ZSRR
Ludowy Komisariat Amunicji ZSRR (ros. Народный комиссариат боеприпасов) – jeden z urzędów centralnych w Związku Radzieckim, odpowiednik ministerstwa, który nadzorował część produkcji przemysłu zbrojeniowego, głównie amunicji i środków wybuchowych, z wyjątkiem amunicji strzeleckiej, która pozostawała w gestii Ludowego Komisariatu Uzbrojenia.
11 stycznia 1939 dotychczasowy Ludowy Komisariat Przemysłu Obronnego ZSRR (ros. Народный комиссариат оборонной промышленности) został podzielony na kilka resortów, wśród których był Ludowy Komisariat Amunicji.
Resort nadzorował pracę 53 zakładów produkcyjnych, 12 biur projektów, 5 firm budowlanych, 5 wyższych uczelni i 11 techników. W 1939 zatrudniał lub wykorzystywał 337 141 pracowników i więźniów.
7 stycznia 1946 resort przekształcono w Ludowy Komisariat Maszyn Rolniczych ZSRR (ros. Народный комиссариат сельскохозяйственного машиностроения CCCP).

## Ludowi Komisarze
- 1939–1941 – Iwan Siergiejew
- 1941–1942 – Piotr Goriemykin
- 1942–1946 – Boris Wannikow

## Siedziba
Siedziba mieściła się przy ul. Kirowa 29 (obecnie Miaśnicka, Мясницкая), budynek został zburzony.